# Michał Offierski
Michał Offierski (ur. 14 września 1908 w Poznaniu, zm. 13 grudnia 1993 w Peterborough) – pilot samolotowy i szybowcowy, pilot doświadczalny, konstruktor lotniczy, żołnierz Wojska Polskiego.

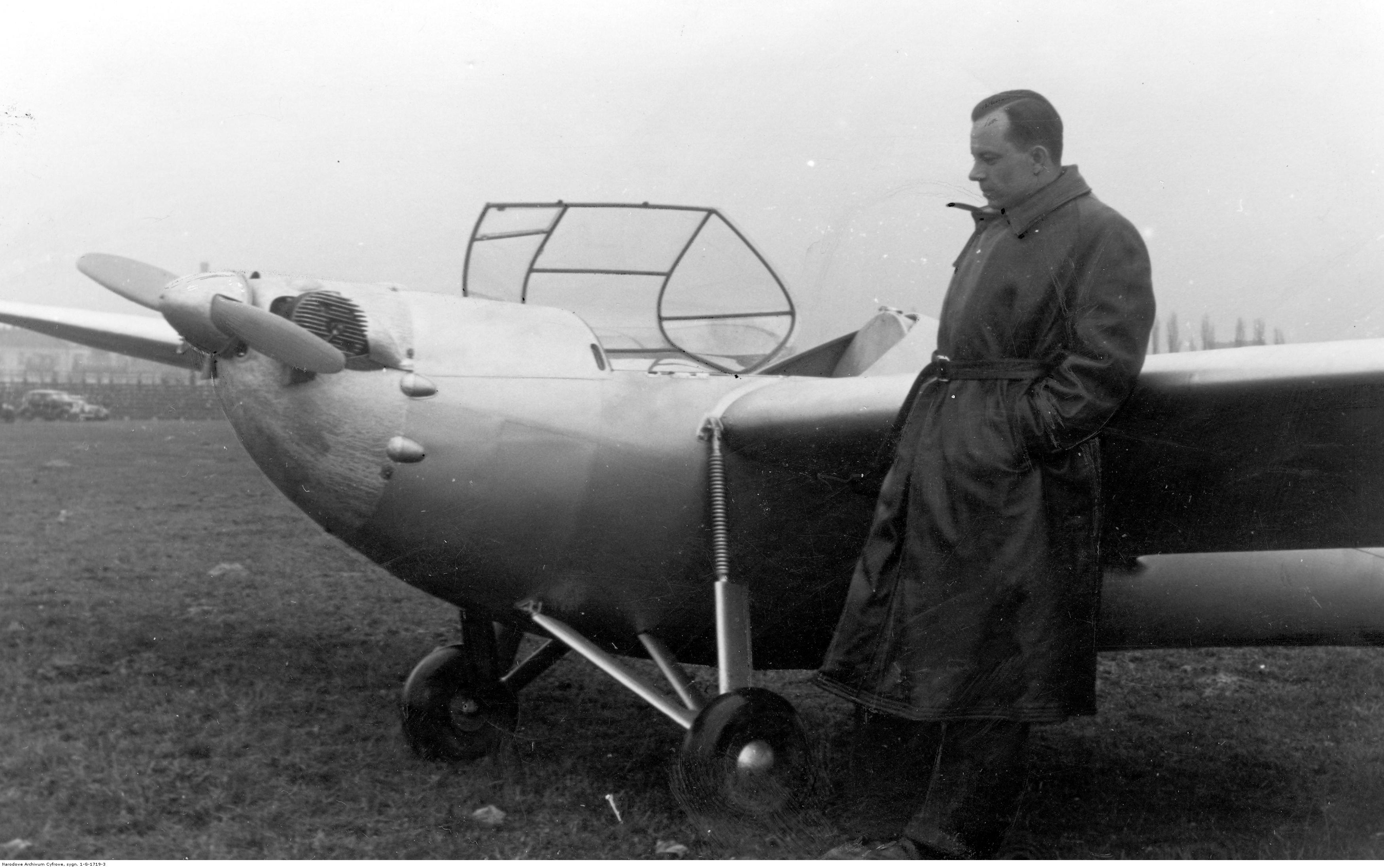
Michał Offierski obok Motoszybowca „Bąk (1938)”

## Życiorys
Szkołę powszechną ukończył w Poznaniu, gdzie też w Gimnazjum im. Marii Magdaleny zdał egzamin maturalny.
Od 14. roku życia interesował się lotnictwem i był związany z poznańskim lotniskiem na Ławicy, gdzie zamieszkał w 1927 roku po śmierci ojca.
Został zatrudniony w Wielkopolskiej Wytwórni Samolotów „Samolot” jako technik biura konstrukcyjnego. W maju 1928 roku w WWS „Samolot” zbudował samolot O-2 własnej konstrukcji. Otrzymał pomoc ze strony Wytwórni, która zaopatrzyła go w materiały konstrukcyjne w cenie kosztów własnych oraz wypożyczyła mu silnik. Konstruktor otrzymał też wsparcie finansowe na budowę prototypu ze strony LOPP. Samolot został oblatany 24 października 1928 roku przez Edmunda Hołodyńskiego i został zgłoszony do udziału w II Krajowym Konkursie Awionetek. Z powodu awarii silnika i przymusowego lądowania samolot nie wziął udział w konkursie.
Wkrótce potem uzyskał dyplom pilota, a następnie uprawnienia pilota-instruktora samolotowego i szybowcowego. Brał udział w prowadzeniu szkoleń dla młodzieży, startował w licznych zawodach i pokazach lotniczych. Dał się poznać jako zwolennik przeniesienia szkolnictwa szybowcowego z terenów górskich na nizinne. W 1932 roku był współorganizatorem i pierwszym kierownikiem Fordońskiej Szkoły Szybowcowej, w latach 1935–1936 kierował wyprawami na górę Żar. 17 grudnia 1935 roku otrzymał, jako trzeci polski pilot i 181. na świecie, Srebrną Odznakę Szybowcową. 31 maja 1936 r. odszedł z Bydgoszczy do utworzonej przez niego Wyższe Szkoły Szybowcowej w Katowicach, której był kierownikiem do 1939 r.
W 1937 roku oblatał prototyp motoszybowca „Bąk”, w tym samym roku zajął pierwsze miejsce w III Samolotowym Zlocie do Morza.
3 października 1937 roku, na zakończenie XIV „Tygodnia LOPP”, wykonał na lotnisku w Aleksandrowicach pokaz akrobacji na szybowcu Sokół.
W swej karierze pilota szybowcowego trzykrotnie startował w krajowych zawodach szybowcowych. W październiku 1935 roku wziął udział w III Krajowych Zawodach Szybowcowych w Ustjanowej. W sierpniu 1937 roku wziął udział w V Krajowych Zawodach Szybowcowych w Inowrocławiu jako reprezentant Szkoły Szybowcowej w Katowicach. W VI Krajowych Zawodach Szybowcowych w Masłowie, odbywających się w dniach 10–23 lipca 1938 roku, startował jako reprezentant Szkoły Szybowcowej w Katowicach na szybowcu Mewa. 20 lipca wykonał najdłuższy przelot (ex aequo z Michałem Blaicherem) na odległość 195 km. Ustanowił dwa rekordy międzynarodowe na motoszybowcu Bąk: 16 lutego 1938 roku uzyskał wysokość 5695 m, 23 lutego 1938 roku wykonał lot trwający 5 godzin, 24 minuty i 19 sekund.
Po wybuchu II wojny światowej został zmobilizowany. Nie brał udziału w działaniach wojennych, został ewakuowany do Rumunii. Po krótkim internowaniu przedostał się, przez Bejrut i Aleksandrię, do Francji. Ukończył szkołę podchorążych lotnictwa, po klęsce Francji wyjechał do Wielkiej Brytanii. Wstąpił do Polskich Sił Powietrznych, gdzie otrzymał numer służbowy RAF 783676.
W czerwcu 1941 roku przeszedł przeszkolenie w 25 Elementary Flying Training School (EFTS) w Peterborough, od 30 czerwca do 2 października szkolił się w 16 Secondary Flying Training School (SFTS) w Newton oraz od 9 października 1941 r. do 7 kwietnia 1942 r. odbył szkolenie bombowe w 18 Operational Training Unit (OTU) w Bramcote.
Otrzymał przydział jako pilot do dywizjonu 300 „Ziemi Mazowieckiej” i wziął udział w 18 lotach bojowych. 8 czerwca 1942 roku wystartował samolotem Vickers Wellington Mk. IV o znakach BH-V (nr Z1382) do nalotu na Essen. Samolot został poważnie uszkodzony przez niemiecki myśliwiec nocny. Z płonącej maszyny wyskoczył ze spadochronem Michał Offierski, reszta załogi opanowała pożar i powróciła do Wielkiej Brytanii. Został schwytany i trafił do obozu jenieckiego Stalag Luft III.
Po wyzwoleniu zdecydował się na pozostanie na emigracji i powrócił do Wielkiej Brytanii. W 1947 roku poślubił Angielkę i wyjechał do Kanady. Zamieszkał w Peterbrough i pracował w zakładach produkujących silniki lotnicze. W latach 50. XX wieku uzyskał obywatelstwo kanadyjskie. Działał w środowisku pilotów amatorskich. W 1953 r. był założycielem Experimental Aircraft Association (EAA), zbudował motoszybowiec, brał udział w corocznych zlotach konstrukcji lotniczych w Oshkosh.
Zmarł 13 grudnia 1993 roku w Peterbrough i został pochowany na Little Lake Cemetery.

## Rekordy
Ustanowił kilka rekordów w szybownictwie.
- Rekordy Polski[2]:
  - 1 września 1934 roku na szybowcu SG-21bis Lwów ustanowił rekord przewyższenia wynoszący 2100 m,
  - 1 września 1934 roku na szybowcu SG-21bis Lwów ustanowił rekord odległości przelotu wynoszący 210 km.
- Rekordy międzynarodowe[16]:
  - 16 lutego 1938 roku na motoszybowcu „Bąk” ustanowił rekord wysokości wynoszący 4595 m.,
  - 23 lutego 1938 roku na motoszybowcu „Bąk” ustanowił rekord długotrwałości lotu wynoszący 5 godzin 24 minut i 19 sekund.